# Malá Skála
Malá Skála település Csehországban, Jablonec nad Nisou-i járásban. Malá Skála Skuhrov, Frýdštejn, Líšný, Koberovy, Železný Brod, Pulečný, Dalešice, Turnov és Rakousy településekkel határos. Lakosainak száma 1242 fő (2024. január 1.).

## Népesség
A település lakosságának változását az alábbi diagram mutatja:
| Lakosok száma | 1788 | 1853 | 1781 | 1515 | 1139 | 1075 | 1170 | 1185 | 1212 | 1242 |
|               | 1869 | 1890 | 1921 | 1950 | 1980 | 2001 | 2017 | 2019 | 2022 | 2024 |